# Sân bay quốc tế Val de Cães
Sân bay quốc tế Belém (IATA: BEL, ICAO: SBBE) là một sân bay quốc tế ở thành phố Belém, Pará, Brasil. Năm 2007, sân bay này phục vụ 2.119.552 lượt khách với 40.124 lượt chuyến, là một trong những sân bay bận rộn nhất..

## Các hãng hàng không và các tuyến điểm
- Gol Transportes Aéreos
- Surinam Airways
- Azul
- LATAM
- TAP
- AIR FRANCE